# Kényszerintézkedés
A kényszerintézkedések olyan hatósági aktusok, amelyek a büntetőeljárás eredményessége érdekében alapvető állampolgári jogokat korlátoznak, sértenek. A kényszerintézkedések különösen a személyes szabadságot, a mozgási szabadságot, a házijogot, tulajdoni vagy más vagyoni jogokat korlátozzák. A kényszerintézkedéseket akár fizikai erővel is ki lehet kényszeríteni, ezért az államhatalom gyakorlásának legkeményebb megnyilvánulásai közé tartoznak.
A kényszerintézkedés fogalmát a 2013. évi CCXL. törvény  határozza meg. Ezek szerint kényszerintézkedés  a büntetőeljárásban, az Európai Unió tagállamaival folytatott bűnügyi együttműködés keretében és a nemzetközi bűnügyi jogsegély ügyekben elrendelt szabadságelvonással járó kényszerintézkedés.,

## A kényszerintézkedések és az alkotmányban biztosított jogok
A kényszerintézkedések látszólag szemben állnak az alkotmány által biztosított állampolgári jogokkal, ám a magyar alkotmány 55. § (1) szerint: "(…)senkit sem lehet szabadságától másként, mint a törvényben meghatározott okból és a törvényben meghatározott eljárás alapján megfosztani." E felhatalmazás alapján a büntetőeljárás során a hatóságok alkalmazhatnak olyan kényszerintézkedéseket, melyek az állampolgár jogainak korlátozását jelenthetik. Tehát a törvény azt a helyzetet határozza meg végső soron, amikor az állam bűnüldözési érdeke előnyt élvez az állampolgár adott szabadságjogával szemben.

## Az emberi jogok európai egyezményében
Az Emberi Jogok Európai Egyezménye szerint "szabadságától senkit sem lehet megfosztani, kivéve az alábbi esetekben és a törvényben meghatározott eljárás útján:
- a) törvényes őrizetben tartás az illetékes bíróság által történt elítélést követően;
- b) olyan személy törvényes letartóztatása vagy őrizetbe vétele, aki nem tesz eleget a bíróság törvényes rendelkezésének, illetőleg a törvény által megállapított kötelezettség teljesítésének biztosítása céljából történő letartóztatás vagy őrizetbe vétel;
- c) törvényes letartóztatás vagy őrizetbe vétel abból a célból, hogy e bűncselekmény elkövetése alapos gyanúja miatt az illetékes hatóság elé állítsák vagy amikor észszerű oknál fogva szükséges, hogy megakadályozzák bűncselekmény elkövetésében vagy annak elkövetése után a szökésben.
- 3. (…) a letartóztatott vagy őrizetbe vett minden személyt haladéktalanul bíró, vagy a törvény által bírói hatáskörrel felruházott más tisztségviselő elé kell állítani, és a letartóztatott vagy őrizetbe vett személynek joga van arra, hogy észszerű időhatáron belül tárgyalást tartsanak ügyében vagy a tárgyalásig szabadlábra helyezzék. A szabadlábra helyezés olyan feltételekhez köthető, melyek biztosítják a tárgyaláson való megjelenést (5. Cikk - Szabadsághoz és biztonsághoz való jog).

## A kényszerintézkedés törvényességi feltételei
- Betartják a törvényes alakszerűségeket, a jogkorlátozást jogosult hatóság rendeli el,
- Elrendelése csak a törvényi feltételek esetén történik meg,
- Időtartama a törvényes keretek között marad,
- A jogkorlátozás tartalma törvényes keretek között marad.

## Általános garanciái a magyar jogban
A törvény meghatározott feltételekhez köti az alapvető jogok korlátozását, az eljárásba garanciákat helyeznek, jogorvoslatot biztosítanak.
A magyar büntetőeljárásról szóló 1998. XIX. tv. tartalmaz garanciákat a kényszerintézkedések gyakorlásáról:
- 60. § (1) Az eljárási cselekmények végzésekor az emberi méltóságot, az érintettek személyiségi jogait és a kegyeleti jogot tiszteletben kell tartani, és biztosítani kell, hogy a magánéletre vonatkozó adatok szükségtelenül ne kerüljenek nyilvánosságra.
- (2) Ha e törvény a kényszerintézkedések alkalmazása esetén az érintett személy alkotmányos jogainak korlátozását megengedi, az ilyen cselekmény elrendelésének az egyéb feltételek megléte mellett is csak akkor van helye, ha az eljárás célja kisebb korlátozással járó más cselekménnyel nem biztosítható.

Tehát, ha egy kényszerintézkedés törvényes feltételei fennállnak, annak foganatosítását csak akkor kell elrendelni, ha az eljárás célja kisebb korlátozással járó más cselekménnyel nem garantálható.

## Csoportosítása
A kényszerintézkedések elrendelője alapján megkülönböztethetjük a csak bíróság ill. az ügyész és nyomozó hatóság által is elrendelhető kényszerintézkedéseket. Csak bíróság rendelheti el az őrizetbe vételt, előzetes letartóztatást, ideiglenes kényszergyógykezelést, lekhelyelhagyási tilalmat, házi őrizetet, távoltartást, ideiglenes kényszergyógykezelést, óvadékot, zár alá vételt.
Különbséget tehetünk az alapján, hogy milyen jogot korlátoz a hatóság:
- -személyi szabadságot,
- -magánszférát,
- -tulajdonjogot, vagyoni jogokat

korlátozó kényszerintézkedések
Végül a kényszerintézkedés egyedül a terhelttel szemben (személyi szabadságot korlátozó kényszerintézkedések, zár alá vétel) vagy mással szemben is alkalmazható.

### Személyi szabadságot korlátozó kényszerintézkedések
- őrizetbe vétel
- távoltartás
- letartóztatás
- bűnügyi felügyelet
- előzetes kényszergyógykezelés
- előzetes letartóztatás
- lakhelyelhagyási tilalom
- házi őrizet
- ideiglenes kényszergyógykezelés
- intézkedés a külföldre utazási tilalom biztosítására
- óvadék

### Egyéb jogokat érintő kényszerintézkedések
- kutatás
- motozás
- lefoglalás
- elektronikus adat ideiglenes hozzáférhetetlenné tétele
- számítástechnikai rendszer útján rögzített adatok megőrzésére kötelezés
- zár alá vétel
- biztosítási intézkedés

### Az eljárás rendjét biztosító kényszerintézkedések
- rendbírság
- elővezetés
- testi kényszer alkalmazása